# Natuurverbindingsgebied
De term natuurverbindingsgebied is afkomstig uit de ruimtelijke ordening in Vlaanderen. Het zijn gebieden waarin over het algemeen andere functies, bijvoorbeeld landbouw, als hoofdgebruiker voorkomen en waar de natuurfunctie ondergeschikt is. 

## Kenmerken
Natuurverbindingsgebieden worden gekenmerkt door de aanwezigheid van lijnvormige kleine landschapselementen, zoals bermen, hagen, houtwallen en beek- of riviervalleien, en kleine natuurgebieden als verbindingen tussen grotere natuurgebieden. 
De lijnvormige landschapselementen geven planten en dieren de mogelijkheid om te migreren tussen natuurgebieden, nieuwe gebieden te koloniseren en geeft dieren een groter territorium of jachtgebied.
Een mooi voorbeeld van een natuurverbindingsgebied in het Antwerpse is de Antitankgracht, die langs zijn loop verschillende kleine en grotere natuurgebieden verbindt.

## Beleid
Het beleid in deze gebieden moet rekening houden met het behoud, de ontwikkeling en het herstel van de kleinere natuurgebieden en van de kleine landschapselementen.
In het jargon van de Nederlandse ruimtelijke ordening spreekt men van een 'Ecologische verbindingszone'